# Fuscheriidae
Famille
Les Fuscheriidae sont une famille de Ciliés de la classe des Gymnostomatea et de l'ordre des Haptorida.

## Étymologie
Le nom de la famille vient du genre type Fuscheriides, composé du préfixe fuscheri-, par allusion au genre Fuscheria et du suffixe -ides (du grec εἴδω / eido, « à l'aspect de »).

## Description
Gabilondo et Foissner en 2009 résument ainsi les caractéristiques de cette famille : 

« Les haptorides Fuscheriidae sont caractérisés par des rangées ciliaires s'étendant sous forme de méridien clairement séparées de la cinétie circumorale dikinétidale. Une brosse dorsale à deux ou trois rangs ; et des nématodesmes situés autour de l'orifice buccal (bouche),... »

## Habitat et répartition
Certaines espèces des genres Aciculoplites et Fuscheriides sont des organismes terrestres découverts dans diverses régions du monde, notamment : le sol de prairies du sud du Tibet (à 4 600 m d'altitude), le sol d'une plaine inondable d'un lac d'Éthiopie, la boue et le sol éolien au sommet de l'Ayers Rock (Australie), la boue et le sol d'une mare de prairie à Salzbourg (Autriche).
De façon plus générale, selon GBIF (20 décembre 2022), cette famille a une répartition mondiale mais éparse.

## Liste des genres
Selon GBIF (20 décembre 2022) :
- Aciculoplites Foissner & Gabilondo, 2009
- Apocoriplites Oertel, Wolf, Al-Rasheid & Foissner, 2008
- Dioplitophrya
- Dioplitophyra Foissner, Agatha & Berger, 2002
- Fuscheria Foissner, 1983[3]
- Fuscheriides Foissner & Gabilondo, 2009 - genre type

## Systématique
Le nom valide de ce taxon est Fuscheriidae Foissner et al., 2002.